# Galopin (Pferd)
Galopin (* 1872; † 3. Juni 1899) war ein erfolgreiches Renn- und Zuchtpferd, welches das englische Derby von 1874 gewann.

## Leben
Galopin wurde in Lincolnshire von William Tayler Sharpe gezüchtet. Er war ein Vollbruder der 1865 gezogenen Stute Vex. Der Braune mit dem kleinen weißen Stern und einer späteren Schulterhöhe von 15 Hand und 3½ Inches wurde 1873 zu einem Preis von 520 Guineen auf dem Middle Park Yearling Sale an den ungarischen Prinzen Gusztáv Batthyány verkauft.
Im Alter von zwei bis drei Jahren wurde er als Rennpferd trainiert und begann eine erfolgreiche Rennkarriere; unter anderem siegte er 1874 bei den Derby Stakes. Am 29. April 1874 wurde ihm bei seinem ersten Rennen nach der Disqualifikation von Cachmere bei den Hyde Park Stakes in Epsom der Sieg zuerkannt; im selben Jahr gewann er die Fern Hill Stakes in Ascot mit einem Vorsprung von fünf Pferdelängen. In Newmarket wurde er nach einer Kollision im Oktober 1874 bei der Middle Park Plate Dritter hinter Plebeian und Per Se. Einen Tag später gewann er bei den Sweepstakes mit einem Vorsprung von zwei Pferdelängen. Insgesamt gewann er in dieser Rennsaison fünf von sechs Rennen, bei denen er angetreten war.
1875 gewann er beim Newmarket Second im Frühling, bei den Derby Stakes in Epsom im Mai, bei den Fern Hill Stakes in Ascot im Juni und beim Newmarket Second im Oktober sowie beim Newmarket Derby. Damit ging er aus allen fünf Rennen, die er in dieser Saison lief, als Sieger hervor.
Obwohl er in guter Verfassung war, lief er als Vierjähriger keine Rennen mehr. Schuld daran waren gesundheitliche Probleme seines Besitzers oder auch die Sorge darum, das beste Pferd im Stall zu überfordern. Er wurde daher bei William Barrows als Zuchthengst eingesetzt, zunächst ohne besondere Erfolge.
Nach dem Tod des Prinzen im Frühjahr 1883 – Batthyány erlitt einen Herzinfarkt, während er ein Rennen des Galopin-Sohns Galliard verfolgte, – ging das Pferd zu einem Preis von 8000 Guineen in den Besitz von Henry Chaplin über. Als Zuchthengst stand Galopin nun im Stall von Blankney Hall in Sleaford in Lincolnshire. Er wurde 1888, 1889 und 1898 als „Champion Sire“ ausgezeichnet. Galopin war der Vater zahlreicher erfolgreicher Renn- und Zuchtpferde, darunter waren die Stuten Aida (* 1898), Angelica (* 1879), Atalanta (* 1878), Bonnie Gal (* 1889), Corrie Roy (* 1878), Galeottia (* 1892), Galicia (* 1898), Galopin Mare (* 1887), Satchel (* 1882) und Vampire (* 1889).
Zu seinen Söhnen gehörten Disraeli (* 1895), Galliard (* 1880), Galeazzo (* 1893), War Dance (* 1887) und als wohl bekanntester Sohn St. Simon (* 1881).
| Vater Vedette         | Voltigeur           | Voltaire      | Blacklock            |
| Vater Vedette         | Voltigeur           | Voltaire      | eine Phantomtochter  |
| Vater Vedette         | Voltigeur           | Martha Lynn   | Mulatto              |
| Vater Vedette         | Voltigeur           | Martha Lynn   | Leda                 |
| Vater Vedette         | Mrs. Ridgeway       | Birdcatcher   | Sir Hercules         |
| Vater Vedette         | Mrs. Ridgeway       | Birdcatcher   | Guccioli             |
| Vater Vedette         | Mrs. Ridgeway       | Nan Durrell   | Inheritor            |
| Vater Vedette         | Mrs. Ridgeway       | Nan Durrell   | Nell                 |
| Mutter Flying Duchess | The Flying Dutchman | Bay Middleton | Sultan               |
| Mutter Flying Duchess | The Flying Dutchman | Bay Middleton | Cobweb               |
| Mutter Flying Duchess | The Flying Dutchman | Barbelle      | Sandbeck             |
| Mutter Flying Duchess | The Flying Dutchman | Barbelle      | Darioletta           |
| Mutter Flying Duchess | Merope              | Voltaire      | Blacklock            |
| Mutter Flying Duchess | Merope              | Voltaire      | eine Pantomtochter   |
| Mutter Flying Duchess | Merope              | Juniper Mare  | Juniper              |
| Mutter Flying Duchess | Merope              | Juniper Mare  | eine Sorcerertochter |